# Конституция РДФР
Конституция Российской Демократической Федеративной Республики, так же Конституция РДФР — проект конституции России, который планировало принять Всероссийское Учредительное собрание в январе 1918 года. Комиссию возглавил профессор  государственного права Николай Иванович Лазаревский. Однако принятию Конституции помешал разгон Всероссийского Учредительного Собрания 6 января 1918 года большевиками. По данному проекту Россия должна была стать федеративной демократической парламентской республикой с президентом как главой исполнительной власти.

## Разработка проекта конституции
Конституция РДФР была разработана специальной государственной комиссией, официальное название которой было «„Особая комиссия“ Юридического совещания по „составлению проекта основных государственных законов“» под председательством профессора государственного права Н. И. Лазаревского (затем известного историка В. М. Гессена). Комиссия приступила к составлению проекта конституции 11 октября 1917 года, согласно которому будущая Россия должна была представлять буржуазную республику во главе с президентом, избранным Учредительным собранием на один год и двухпалатным парламентом.
Проект предусматривал, что осуществление исполнительной власти должно быть возложено впредь до установления Основных законов Российской республики на временного президента, избираемого Учредительным собранием на один год и действующего под его надзором и при содействии Совета министров. Довольно своеобразно решался вопрос о правах граждан Российской республики. Указывалось, что все перечисленные в декларации позитивные права граждан не имеют практического решения. Но зато перечень основных обязанностей гражданина «Демократической Российской Республики» (воинские повинности, налоговые платежи и т. п.) был довольно конкретным и детально разработан.
В состав Особой комиссии при юридическом совещании вошло 30 человек. В ней преобладали кадетские правоведы (А. А. Боголепов, М. М. Винавер, В. М. Гессен, В. Ф. Дерюжинский, С. А. Котляровский, В. Д. Набоков, Б. Э. Нольде и др.). Председатель Юридического совещания Н. И. Лазаревский являлся и председателем Особой комиссии.
Октябрьская революция прервала работу Конституционной комиссии.

## Структура конституции
Непосредственно структуру Конституции РДФР можно отобразить следующим образом:
I. Декларация прав гражданской свободы и гарантия их. Подданство и натурализация (§§ 1, 2 и 18);
II. Принципы федерализма, автономии и самоуправления. Компетенция законодательных учреждений (§§ 3 и 15);
III. Государственный и местные языки (§ 4);
IV. Народное представительство (§ 5);
V. Глава государства (Президент), способ избрания, функции (§ 6);
VI. Организация судов, независимость, несменяемость, военные и специальные суды (§§ 7 и 10);
VII. Армия (§ 8);
VIII. Организация администрации (§ 9);
IX. Совет Министров (§ 11);
X. Бюджет, займы, финансовый контроль (§§ 12 и 13);
XI. Международные отношения и договоры (§ 14);
XII. Порядок пересмотра конституции, судебная гарантия конституции (§ 16);
XIII. Печать, гербы, знамя (§ 17).

## Краткое содержание конституции
По проекту Конституции, основанном на постановлении «О государственном устройстве России», который разработала Особая комиссия при Временном правительстве, Россия объявлялась федеративной республикой во главе с президентом, избираемым парламентом на 1 год.
- Гражданские права и обязанности:

Избирательное право предоставлялось всем гражданам республики достигшим 20 лет. Однако указывалось, что перечисленные позитивные права граждан «не имеют практического решения». Сохранялись многие гражданские обязанности Российской империи, в том числе воинские, налоговые и др.
- Парламент:

В соответствии с проектом Конституции, законодательную власть в России должен был осуществлять двухпалатный парламент.
Депутаты верхней палаты — Государственного совета должны были избираться областными парламентами — сеймами.
Выборы в нижнюю палату — Государственную думу должны были проходить на основе всеобщего избирательного права.
В число полномочий парламента, помимо собственно законодательной власти входило также избрание президента России большинством голосов в обеих палатах.
- Президент:

Главой государства в республике объявлялся президент. Он избирался парламентом на 1 год. Полномочия президента были весьма широкими, в частности, в ведение президента входило:
— Назначение и увольнение чиновников (вплоть до министров);
— Руководство армией и определение внешней политики России;
— Право законодательной инициативы: законопроекты вносятся в парламент (а до его избрания — во Всероссийское учредительное собрание) от имени президента;
— Наблюдение за исполнением законов, осуществление функций главы правительства;
— Определение устройства, состав и порядка функционирования правительственных учреждений за исключением судебных;
— Разрешение всех дел управления.
Таким образом, президент предполагался как выборная (парламентом) замена императора.